# Humanità e Lucifero

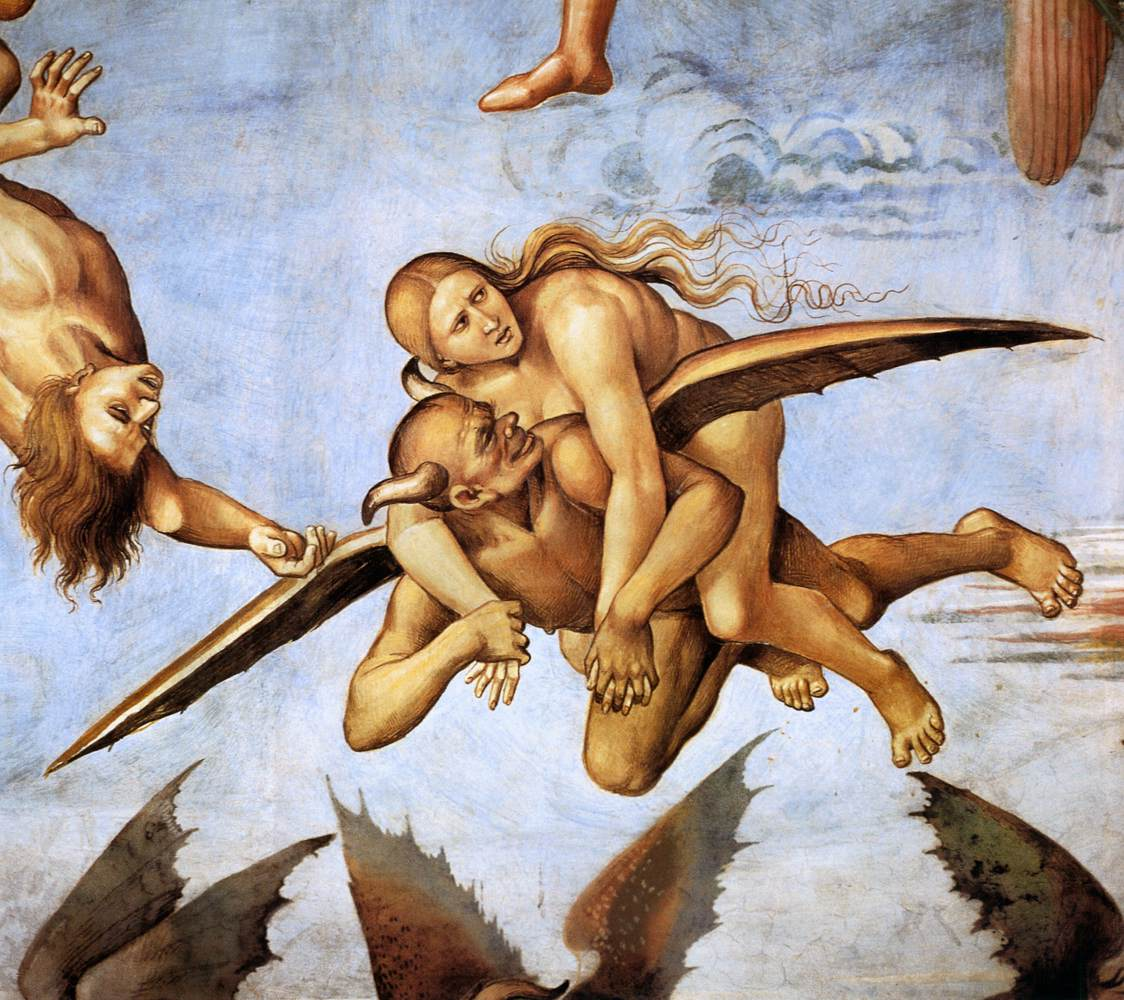
« Le damné », Chapelle San Brizio de la Cathédrale d'Orvieto, détail d'une fresque de Luca Signorelli (vers 1500).

Humanità e Lucifero est un oratorio d'Alessandro Scarlatti, écrit pour deux solistes (ST) et orchestre en italien (oratorio volgare), créé pour la fête de la Vierge en septembre 1704 au Collegio Nazarino, à Rome.
Au Collegio Nazarino, la représentation était accompagnée en alternance avec la musique de lectures de textes poétiques, ce qui en allongeait la durée. Ainsi, Scarlatti fait une œuvre plus courte, qui tient de la cantate de circonstance.
Tous les airs da capo, sont accompagnés par les cordes et de fréquents contrastes entre les passages de tutti et l'écriture pour le violon solo, la trompette ou le sopranino.

## Effectifs
Oratorio a due voci con violini, violetta, violone, tromba et flautino
- Humanità, soprano
- Lucifero, ténor

## Argument
L'Humanità « âme fière et défiante » annonce à Lucifero, le triomphe futur de la sainte Vierge.

### Première partie
- Sinfonía
- Recitativo (Humanità) - "E qual d'intorno io miro all'altre sfere"
- Aria (Humanità) - "La bianca aurora"
- Recitativo (Humanità) - "Ah ch'a ragion l'aurora"
- Sinfonía con tromba
- Recitativo (Humanità) - "Ma qual fragor profondo"
- Aria (Lucifero) - "A dispetto delle stelle"
- Recitativo (Lucifero) - "E che ti pensi, o Ciel nemico e che?"
- Aria (da capo) (Lucifero) - "A dispetto delle stelle"
- Recitativo (Humanità, Lucifero) - "Affrena, iniquo mostro"
- Aria (Humanità) - "Al lampo del ciglio"
- Recitativo (Lucifero) - "Oh quanto rido, oh quanto!"
- Aria (Lucifero) - "Fin ch'arene havrà Cocito"
- Recitativo (Humanità) - "Mira, superbo, mira"
- Duetto (Humanità, Lucifero) - "Comincia pure a piangere"

### Seconde partie
- Sinfonía
- Recitativo (Humanità) - "Cadde il barbaro mostro"
- Aria (Humanità) - "Se fanciulla sempre in culla"
- Recitativo (Lucifero) - "Per me sempre crudeli"
- Aria (Lucifero) - "Pianga pure al duol ch'io sento"
- Recitativo (Humanità) - "Or vanne altero e grande"
- Aria (Humanità) - "Il nuovo mio piacer"
- Recitativo (Lucifero) - "Lo veggio, sì lo veggio"
- Aria (Lucifero) - "Torno ai regni dell'orrido Averno"
- Recitativo (Humanità) - "Chi potrà mai ridire, Vergine bella"
- Aria (Humanità) - "Ogni sponda ed ogni riva"

## Manuscrits
Les deux manuscrits connus proviennent de Rome. Le premier est conservé dans la bibliothèque la Padri Scolopi, daté de 1704. L'autre, daté de 1706 est issu de la collection Fortunato Santini (3863), depuis 1862, il se trouve à la bibliothèque du diocèse de Münster.

## Enregistrements
- Rossana Bertini, soprano ; Massimo Crispi, ténor ; Ensemble Europa Galante, dir./violon Fabio Biondi (juillet 1995, Opus 111 OPS 30–129 / Naïve)[5],[6] (OCLC 702491499)

## Sources
- Fabio Biondi (trad. Michel Chasteau et Isabella Montersino), « Humanità e Lucifero », p. 7–9, Virgin 5 45452 2, 2001 (OCLC 940832565) . [lire en ligne][PDF]
- (en) George J. Buelow, A History of Baroque Music, Bloomington, Indiana University Press, 2004, ix-701 (ISBN 0253343658, OCLC 878827907, lire en ligne), p. 141–142